# Hydroeciodes parafea
Hydroeciodes parafea är en fjärilsart som beskrevs av Dyar 1921. Hydroeciodes parafea ingår i släktet Hydroeciodes och familjen nattflyn. Inga underarter finns listade i Catalogue of Life.